# Passeport timorais
Le passeport timorais est un document de voyage international délivré aux ressortissants timorais, et qui peut aussi servir de preuve de la citoyenneté timoraise. 